# Lymeon trifasciatellus
Lymeon trifasciatellus är en stekelart som först beskrevs av Dalla Torre 1902.  Lymeon trifasciatellus ingår i släktet Lymeon och familjen brokparasitsteklar. Inga underarter finns listade i Catalogue of Life.